# Hakea cygna
Hakea cygna (лат.) — кустарник, вид рода Хакея (Hakea) семейства Протейные (Proteaceae), эндемик Западной Австралии. Растение с кремово-белыми вертикальными цветами, появляющимися с июля по август.

## Ботаническое описание
Hakea cygna — прямостоячий кустарник высотой 0,4—2 м. Более мелкие ветви плотно покрыты сплющенными шелковистыми волосками во время цветения. Листья изменчивы, они могут быть плоскими и толстыми, узкими яйцевидными, самыми широкими в середине, более или менее игловидными или треугольными в поперечном сечении. Листья гладкие 2—7,5 см в длину и 1,2—9 мм в ширину с выпуклыми прожилками на краю листа. Верхняя сторона листьев имеет 1—3 неясных продольных прожилок, нижние прожилки едва заметны. Соцветие состоит из 6—14 кремово-белых цветков в кистях, появляющихся вертикально и одиночно в пазухах листьев. Кремовато-белые цветоножки гладкие, иногда с мягкими короткими плоскими волосками. Околоцветник кремово-белый, столбик 5,5—7 мм в длину. Плоды овальной или яйцевидной формы имеют длину 2,1—3,7 см и ширину 1,2—2 см, растущие под углом на коротком толстом стебле. Плод с малозаметным клювом, но имеет короткое выступающее заострение на вершине. Семена бледно-коричневые с более тёмными прожилками от широкояйцевидной до почти треугольной или круглой формы и длиной 12—20 мм. Цветы появляются либо с мая по июнь, либо с августа по сентябрь.

## Таксономия и подвиды
Вид Hakea cygna был впервые официально описан австралийским ботаником Байроном Барнардом Ламонтом в 1987 году в Botanical Journal of the Linnean Society. Видовой эпитет — от латинского слова cygnus, означающего «лебедь», относящегося к форме плода, который, как полагают, напоминает лебедя. Два подвида Hakea cygna были признаны:
- Hakea cygna cygna имеет плоские, толстые, линейные или узкие яйцевидные листья шириной 2,5—9 мм. Ареал ограничен районом к югу от озера Кинг.
- Hakea cygna needlei имеет переменные листья, либо узколинейные, игольчатые или треугольные в поперечном сечении шириной 1,2—2 мм.

## Распространение и местообитание
Хакея H. cygna широко распространена от Джералдтона до Равенсторпа на юго-востоке и востоке до мыса Арид. Растёт в пустынных эвкалиптовых кустарниках на гравийных суглинках, песчаных суглинках, бело-жёлтом или сером песке, часто над латеритом.
- Подвид Hakea cygna cygna широко распространён от Энеаббы на севере в округе Уитбелт до Мерредина и на юге до Эсперанса[2][3].
- Подвид Hakea cygna needlei имеет более ограниченное распространение с рассеянным ареалом к югу от озера Кинг и в природном заповеднике Палларуп[2][3].

## Охранный статус
Подвид Hakea cygna needlei классифицируется как «Приоритет 2» правительственным департаментом парков и дикой природы Западной Австралии [5], что означает, что она плохо изучена и встречается только как одна или несколько популяций.